# Queen's Club Championships 2007
I Queen's Club Championships 2007 (conosciuti pure come Artois Championships per motivi di sponsorizzazione) sono stati un torneo di tennis giocato sull'erba. È stata la 114ª edizione dei Queen's Club Championships e faceva parte della categoria International Series nell'ambito dell'ATP Tour 2007. Si è giocato al Queen's Club di Londra in Inghilterra, dall'11 al 15 giugno 2007.

## Campioni

### Singolare
Andy Roddick ha battuto in finale  Nicolas Mahut con il punteggio di 4–6, 7–6(7), 7–6(2)

### Doppio
Mark Knowles /  Daniel Nestor hanno battuto in finale  Bob Bryan /  Mike Bryan con il punteggio di 7–6(4), 7–5

## Junior
Uladzimir Ihnacik ha battuto in finale  Gastão Elias con il punteggio di 7–5, 6–0